# Elisabeta Guzganu-Tufan
Elisabeta Guzganu-Tufan est une fleurettiste roumaine née le 8 août 1964 à Bucarest.

## Carrière
La fleurettiste roumaine participe à l'épreuve de fleuret par équipe lors des Jeux olympiques d'été de 1984 à Los Angeles et remporte la médaille d'argent avec Monika Weber-Koszto, Rozalia Oros, Marcela Moldovan-Zsak et Aurora Dan. Elle se classe quatrième de l'épreuve individuelle. Aux Jeux olympiques d'été de 1988 à Séoul, elle termine neuvième de l'épreuve individuelle de fleuret. Elisabeta Guzganu-Tufan remporte la médaille de bronze dans l'épreuve de fleuret par équipe des Jeux olympiques d'été de 1992 à Barcelone avec Reka Zsofia Lazăr-Szabo, Claudia Grigorescu, Laura Cârlescu-Badea et Roxana Dumitrescu. Elle se classe vingt-et-unième en individuel.